# The Silencing - Senza voce
The Silencing - Senza voce (The Silencing) è un film statunitense del 2020 diretto da Robin Pront.

## Trama
Rayburn Swanson è il proprietario e il custode del Gwen Swanson Sanctuary, una grande riserva naturale intitolata alla figlia, scomparsa cinque anni prima. L'uomo non si è rassegnato del tutto all'idea di averla perduta e, senza aver risolto i suoi problemi di alcolismo, ha però cambiato radicalmente vita passando da essere uno spietato bracconiere a salvaguardare e proteggere la natura.
Alice Gustafson, sceriffo da soli due mesi, si imbatte in un caso di omicidio di una ragazza, trovata senza vita nei pressi della riserva, probabilmente oggetto di una sadica caccia. La donna si sente in debito nei confronti del fratello minore Brooks che dopo la morte dei genitori, fu affidato ad una famiglia che lo maltrattò, mentre lei era andata via per studiare. Brooks, segnato dal suo passato, fa uso di droghe e si caccia continuamente nei guai.
Rayburn scopre che una ragazza sta fuggendo nella riserva, cacciata da un uomo coperto da una tuta mimetica. Recuperata la ragazza, Rayburn è raggiunto in casa dall'assalitore che trafigge la ragazza e lo aggredisce. All'arrivo dello sceriffo, la lettura della situazione non è immediata ma poi l'uomo mascherato le si para davanti evidenziando un tic della mano che le fa immaginare che si tratti del fratello Brooks. Alice decide così di sparare a Rayburn per far fuggire l'aggressore, quindi finisce con un piede in una trappola, permettendo all'incolpevole Swanson di darsi alla fuga in cerca di aiuto.
La ragazza ferita, di nome Molly, è ancora viva e portata in ospedale, mentre Rayburn si reca dal poliziotto della riserva indiana, Karl Blackhawk, ora compagno della sua ex moglie, cui spiega tutto e che lo porta nei pressi della fabbrica abbandonata, luogo di ritrovo di drogati e spacciatori, dove lo fa curare dall'amico chirurgo dott. Boone. Qui Brooks aggredisce Blackhawk ma ha la peggio. Si scopre che il ragazzo non può essere l'aggressore di Molly, ma viene comunque arrestato dopo aver confessato il sequestro di un tale Moonblood, reo di averlo pestato, che è poi il costruttore di quei particolari strumenti indiani, chiamati atlatl, in uso da parte del maniaco ricercato.
Rayburn non denuncia Alice e poi i due, indagando separatamente, giungono quasi in contemporanea all'identità dell'aggressore. Si tratta del chirurgo Boone, a casa del quale Rayburn trova un'altra ragazza alla quale è stato aperto il collo per reciderne le corde vocali, una sorta di firma di questo criminale. L'uomo comprende poi che anche sua figlia Gwen è passata sotto le cure di questo inaspettato assassino, che spiega il suo operato come una sorta di prevenzione tesa a colpire figlie di uomini socialmente problematici. Dopo un lungo inseguimento nella riserva giunge anche Alice che assiste alla cattura e alla brutale uccisione del chirurgo con relativo occultamento del corpo effettuata da Rayburn come vendetta. Rivolgendosi allo sceriffo le dice poi che sono pari, sicuro che lei non lo denuncerà, come aveva fatto lui in merito al suo stesso ferimento.
In fine Rayburn, con la ex moglie, possono dunque celebrare il funerale della figlia Gwen, con l'uomo che chiude una triste parentesi, possibilmente lasciandosi alle spalle anche il vizio dell'alcol.

## Distribuzione
Il film è stato distribuito nelle sale cinematografiche statunitensi a partire dal 16 luglio 2020.

## Accoglienza
Il film ha ricevuto il 13% di critiche positive basate su 23 recensioni sul sito Rotten Tomatoes.
Sulla rivista Rolling Stone ha ricevuto un voto di 2 su 5.